# Pac-Man
Pac-Man is een klassiek computerspel, voor het eerst uitgebracht als arcadespel op 22 mei 1980. Het spel werd ontwikkeld door Namco. Binnen een jaar werden honderdduizend arcademachines verkocht.  Het is ook te vinden op Photo Play-automaten. Het is daarmee een van de succesvolste computerspellen aller tijden, dat spellen als Tetris en Street Fighter overtreft.

## Gameplay
De speler bestuurt in het spel een geel "happertje" genaamd Pac-Man, waarmee hij zich een weg moet banen door een speelveld gevuld met bolletjes en andere voorwerpen zoals vruchtjes. Het doel is om alle bolletjes in het speelveld op te eten. De vruchtjes leveren extra punten op.

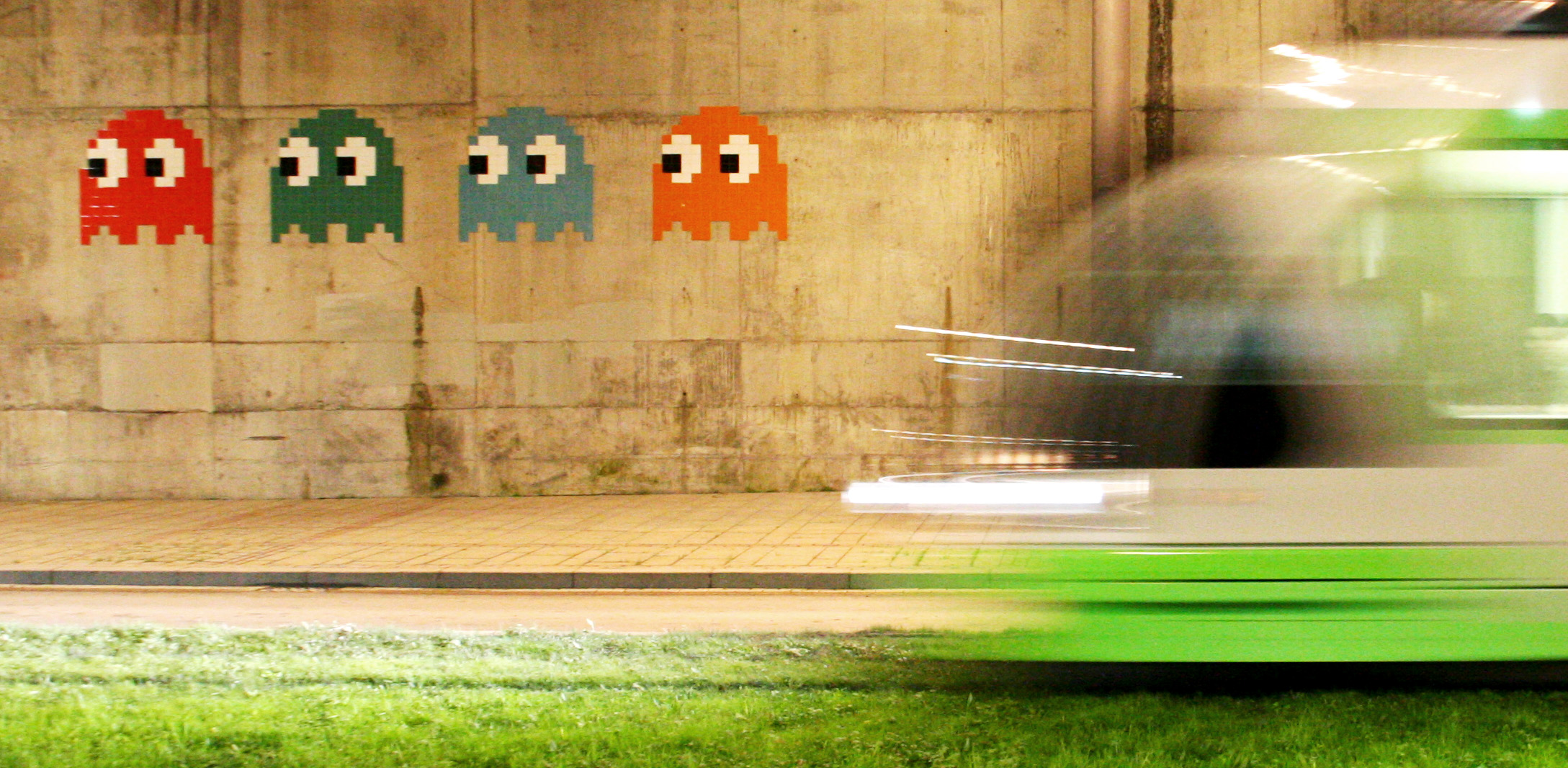
De vier spoken, geschilderd op een muur

Het speelveld wordt echter onveilig gemaakt door vier spoken in de kleuren rood, roze, lichtblauw en oranje. Deze dragen in de Japanse versie respectievelijk de namen: Akabei (赤ベイ), Pinky (ピンキー), Aosuke (青助) en Guzuta (愚図た) en kregen in de Amerikaanse uitgave de namen: Blinky, Pinky, Inky en Clyde. Als Pac-Man door een spook gepakt wordt, is hij er geweest. De speler moet de spoken dan ook ontlopen. Als Pac-Man echter een witte pil pakt, waarvan er in het speelveld vier aanwezig zijn, worden de rollen tijdelijk omgedraaid en kan hij de spoken uitschakelen, voor bonuspunten. De spoken worden dan allemaal donkerblauw en gaan langzamer lopen, maar proberen nu op hun beurt de Pac-Man te ontlopen. Als een spookje uitgeschakeld wordt, dan komt deze na korte tijd terug in het spel. De spookjes hebben alle vier hun eigen patroon. De rode is de enige die Pac-Man echt achtervolgt. Het roze spookje zoekt een positie voor de mond van Pac-Man, de blauwe probeert een vaste plek op te zoeken en de oranje beweegt willekeurig door het veld. Als Pac-Man sterft dan klapt zijn mond zover open dat hij verdwijnt. Vervolgens is er op dezelfde plek vuurwerk te zien.
De besturing geschiedt veelal via een joystick, maar kan ook met het toetsenbord van de computer. Hierbij worden de vier pijltjestoetsen gebruikt om de Pac-Man te besturen. Op apparaten met een touchscreen verschijnen onder of naast het speelveld vier pijltjes waarmee de Pac-Man kan worden bestuurd.

## Ontwikkelingsgeschiedenis
Pac-Man is ontwikkeld door Toru Iwatani, game-ontwerper bij de Japanse spellenfabrikant Namco. Jarenlang hebben er vele verschillende verhalen de ronde gedaan over hoe Pac-Man bedacht is. Tijdens de NLGD in 2010, waar Toru Iwatani van het World Guinness Book of Records een trofee in ontvangst mocht nemen voor het succes van Pac-Man, vertelt hij het gehele verhaal achter Pac-Man.

"Ik wilde een game maken die ook vrouwen aan zou spreken, want arcadehallen waren toen nog echte mannenplekken. Ik wilde iets maken wat ze samen zouden willen spelen op een date, of gewoon alleen. Daarom wilde ik een game maken die leuk (fun) en toegankelijk was, en karakters die schattig (cute/kawaii) waren.
Voor de setting dacht ik aan verschillende dingen die dames aanspreken, zoals mode en winkelen. Mijn vriendin van destijds hield heel erg van eten, dus dat werd mijn thema. Toen ik bij Mickey's Pizza - een Amerikaans pizzarestaurant in Japan, want Japanse pizza's zijn niet echt lekker - een pizzapunt had gegeten en de rest van de pizza zo zag liggen, was daar het karakter dat ik zocht: schattig en eetbaar. Pac-Man was geboren. Hij is genoemd naar de Japanse term voor 'het geluid van de mondbeweging om te eten': paku-paku taberu.
De ghosts zijn ook ontstaan uit het idee van kawaii-karakters. Iets als aliens zou de dames niet aanspreken, maar de gekleurde spookjes waren de schattige tegenstrevers die ik voor Pac-Man wilde hebben. Het maakte van de rivaliteit een beetje een Tom and Jerry-scenario: tegenstrevers, maar met een komische inslag."

De antagonisten in het spel stonden oorspronkelijk niet bekend als spoken maar als monsters. De naam spoken danken ze aan de versie van Pac-Man die in 1981 werd uitgebracht voor de spelcomputer Atari 2600. De Atari 2600-versie was van slechte kwaliteit; de monsters knipperden zo dat ze sindsdien voor spoken werden aangezien.

## Spin-offs

### Vervolgen
Na het originele Pac-Manspel verschenen tal van vervolgspellen. Het bekendste vervolg is Ms. Pac-Man, met een vrouwelijke versie van het Pac-Manfiguurtje in de hoofdrol.
- Ms. Pac-Man (1981)
- Super Pac-Man (1982)
- Pac-Man Plus (1982) - ongeautoriseerde versie door Bally Midway
- Jr. Pac-Man (1983) - ongeautoriseerde versie door Bally Midway
- Pac & Pal (1983)
- Pac-Man & Chomp Chomp (1983)
- Professor Pac-Man (1983) - ongeautoriseerde versie door Bally Midway
- Pac-Land (1984) - een side-scrolling action/platformspel.
- Pac-Mania (1987) - een isometrische versie van Pac-Man.
- Pac-Attack (gebaseerd op de Cosmo Gang the Puzzle engine) (1993)
- Pac-Man 2: The New Adventures (1994)
- Pac-in-Time (1995)
- Pac-Man VR (1996)
- Pac-Man Arrangement (1996)
- Ms. Pac-Man/Galaga Class of 1981 (2000)
- Pac'n Party (2000)
- Ms. Pac-Man/Galaga/Frogger Classic Combo (2000)
- Ms. Pac-Man Maze Madness (2000)
- Pac-Man: Adventures in Time (2000)
- Ms. Pac-Man: Quest for the Golden Maze (2001)
- Pac-Man All Stars (2002)
- Pac-Man Fever (2002)
- Pac-Man Vs. (2003)
- Pac-Man Pinball Advance (2005)
- Pac-Man: 25th Anniversary (2005)
- Pac-Pix (2005)
- Pac 'n Roll (2005)
- Pac-Man World Rally (2006)
- Pac-Man Championship Edition (2007)
- Pac-Man Pizza Parlor (2010)
- Pac-Man Carnival (2010)
- Pac-Man Battle Royale (2010)
- Pac-Man and Galaga Desmissions (2011)
- Pac-Man and the beat (I wanna beat Pac-Man) (2011)

### Mobiele telefoon
Er zijn ook special Pac-Man-spellen voor de mobiele telefoon:
- Pac-Man Crisis (2002)
- Ms. Pac-Man for Prizes (2004)
- Pac-Man Casino Card Games Pack (2004)
- Pac-Man Casino Slots Pack (2004)
- Pac-Match! (2004)
- Pac-Man Puzzle (2004)
- Pac-Man Pinball (2004)
- Pac-Man Bowling (2004)
- Pac-Man's Arcade Corner (2005)
- Pac-Man Pinball 2 (2008)
- Pac-Man Hold'em Poker (2008)
- Pac-Man (2013)
- Pac-Man 256 - Endless maze (2015)

### Klonen
Veel spelfabrikanten hebben de opzet van Pac-Man gebruikt voor hun eigen spellen. Een voorbeeld is Caterpillar Pac-Man, waarin de speler een rups bestuurt en de spoken zijn vervangen door spinnen. Een ander voorbeeld is Lady Bug, waarbij Pac-Man is vervangen door een lieveheersbeestje en de spoken door verschillende beesten. Bij deze variant zijn tevens delen van de doolhof te draaien, waardoor deze steeds verandert. Ter ere van het 30-jarige bestaan van Pac-Man werd het Google-logo op 21 en 22 mei 2010 voor 48 uren vervangen door een bespeelbare versie van het spel. Op 1 april 2015 is als 1 aprilgrap Pac-Man toegevoegd aan Google Maps. Hiermee kon men Pac-Man spelen in de straten van de eigen woonplaats. Om het te kunnen spelen, diende de gebruiker op het Pac-Maps-logo linksonder te klikken. Tijdens het spel kon de speler naast fruit ook markers van Google en het mannetje van StreetView tegenkomen. Deze leverden dan 3000 of 5000 punten op. Tegenwoordig zijn er dusdanig veel Pac-Man-klonen dat er geen tellen meer aan is.

#### Pac-Man (Atari 2600)
Een opmerkelijke kloon is de versie ontwikkeld door Atari voor hun Atari 2600-spelconsole. Atari dacht dat het spel simpel te converteren was, maar de hardwareverschillen tussen de originele arcadekast en de Atari 2600 waren te groot. Zo bevatte de Atari vier keer zo weinig ROM-geheugen, meer dan 90% minder RAM-geheugen en een processor die drie keer zo traag was. Dit had tot gevolg dat de Atari-versie visueel en auditief sterk afweek van het originele spel. De gebogen muren werden bruine blokken, de ronde wafeltjes die Pac-Man dient te verzamelen werden ook bruine rechthoeken, wanneer een wafel wordt opgenomen wordt het scherm heropgebouwd en de spoken worden snel om de beurt getoond en zijn dus nooit tezamen zichtbaar. Dit had tot gevolg dat het scherm constant flikkerde door de constante heropbouw van het beeld.
Atari dacht dat het spel een succes zou worden en produceerde 12 miljoen cartridges, hoewel er maar zo'n 10 miljoen Atari 2600-computers in omloop waren. Atari hoopte dat het spel zo zou aanslaan dat mensen nog massaal Atari 2600-computers zouden kopen. Hoewel deze versie het best verkochte spel van Atari werd, bleef de teller staan op 7 miljoen verkochte cartridges.
Later bracht Atari nog een Pac-Man-versie uit voor de Atari 5200 die dichter tegen het originele spel aanleunde.
Dit spel en het geflopte E.T.-spel deden het consumentenvertrouwen in Atari sterk dalen. De spellen worden medeverantwoordelijk geacht voor de Noord-Amerikaanse videospelrecessie in 1983 en het uiteindelijke faillissement van Atari.
Sinds 1983 zijn er vermoedens dat Atari dat jaar miljoenen cartridges, waaronder deze Pac-Man en het E.T.-spel, dumpte op het Atari-computerspelkerkhof. Na 31 jaar speculatie werden de cartridges op 26 april 2014 inderdaad gevonden en is het computerspelkerkhof niet langer een broodjeaapverhaal.

### Andere media
Pac-Mans populariteit verspreidde zich ook tot buiten de grenzen van videospellen. Er bestaat bijvoorbeeld ook een bordspel gebaseerd op het computerspel. In 1982 verscheen een televisieserie over het personage. Ook in de film Pixels uit 2015 komt Pac-Man voor. De twee hoofdpersonen rijden in deze film met hun team door de stad in auto's die vermomd zijn als spoken en moeten een enorme Pac-Man ontwijken die hen hierbij steeds achtervolgt.

## Trivia
- Het spel is opgenomen in het boek 1001 Video Games You Must Play Before You Die van Tony Mott.
- De emissienevel NGC 281 heeft enigszins de vorm van het Pac-Man-figuurtje en wordt daarom Pacman Nebula genoemd.